# نصف‌النهار ۱۷۸ درجه غربی
نصف‌النهار ۱۷۸ درجه غربی ۱۷۸مین نصف‌النهار غربی از گرینویچ است که از لحاظ زمانی 11ساعت و 52دقیقه با گرینویچ اختلاف زمانی دارد.
این نصف‌النهار از قطب شمال شروع و از مناطق زیر گذشته و به قطب جنوب ختم می‌شود.
- اقیانوس آرام